# Ad Noctum Dynasty of Death
Albums de Limbonic Art
Epitome of Illusions
(1998) The Ultimate Death Worship
(2002)
Ad Noctum Dynasty of Death est le quatrième album studio du groupe de black metal symphonique norvégien Limbonic Art. L'album est sorti en 1999 sous le label Nocturnal Art Productions.

## Musiciens
- Vidar "Daemon" Jensen : Chant, Guitare
- Krister "Morfeus" Dreyer : Chant, Guitare, Claviers

## Liste des morceaux
1. The Dark Paranormal Calling 06:46
2. As the Bell of Immolation Calls 09:47
3. Pits of the Cold Beyond 05:41
4. Dynasty of Death 09:33
5. The Supreme Sacrifice 08:40
6. In Embers of Infernal Greed 06:20
7. The Yawning Abyss of Madness 11:17